# Bláhov
Bláhov (německy Plahow) je malá vesnice, část obce Homole u Panny v okrese Ústí nad Labem. Nachází se asi 1,2 km na východ od Homole u Panny. V roce 2009 zde bylo evidováno 40 adres. V roce 2001 zde trvale žilo 11 obyvatel.
Bláhov je také název katastrálního území o rozloze 1,77 km².

## Historie
Nejstarší písemná zmínka pochází z roku 1167.

## Obyvatelstvo
|                                                                                               | 1869 | 1880 | 1890 | 1900 | 1910 | 1921 | 1930 | 1950 | 1961 | 1970 | 1980 | 1991 | 2001 | 2011 |
| --------------------------------------------------------------------------------------------- | ---- | ---- | ---- | ---- | ---- | ---- | ---- | ---- | ---- | ---- | ---- | ---- | ---- | ---- |
| Obyvatelé                                                                                     | 178  | 154  | 138  | 139  | 139  | 147  | 144  | 61   | .    | 30   | 21   | 13   | 11   | 20   |
| Domy                                                                                          | 29   | 29   | 29   | 29   | 29   | 28   | 29   | 22   | .    | 7    | 5    | 4    | 9    | 10   |
| Údaje z roku 1961 jsou zahrnuty v tabulce místní části Nová Ves u Pláně. Zahrnuje též Liškov. |      |      |      |      |      |      |      |      |      |      |      |      |      |      |

## Pamětihodnosti
- Venkovský dům čp. 18 se sochou sv. Prokopa